# Svetlana Panjutina
Svetlana Anatol'evna Panjutina (in russo Светлана Анатольевна Панютина?; Usol'e-Sibirskoe, 8 dicembre 1967 – 13 marzo 2022) è stata una biatleta russa.

## Biografia
In Coppa del Mondo ottenne il primo risultato di rilievo il 16 gennaio 1993 a Oberhof/Val Ridanna (20ª) e il miglior piazzamento il 16 dicembre successivo a Pokljuka (7ª).
In carriera prese parte a due edizioni dei Campionati mondiali, vincendo una medaglia.

## Palmarès

### Mondiali
- 1 medaglia:
  - 1 bronzo (staffetta[3] a Borovec 1993)